# Omaha (film)
Omaha is een Amerikaanse dramafilm uit 2025, geregisseerd door Cole Webley naar een scenario van Robert Machoian. De hoofdrollen worden vertolkt door John Magaro, Molly Belle Wright en Wyatt Solis.

## Verhaal
Nadat hij zijn vrouw heeft verloren en uit zijn huis wordt gezet, maakt een vader zijn kinderen Ella en Charlie onverwachts wakker en neemt ze mee op een reis door het land, waarbij ze een wereld ervaren die ze nog nooit eerder hebben gezien. Tijdens hun roadtrip van Californië naar Nebraska begint Ella in te zien dat de dingen misschien niet zijn wat ze lijken.

## Rolverdeling
| Acteur             | Personage |
| ------------------ | --------- |
| John Magaro        | vader     |
| Molly Belle Wright | Ella      |
| Wyatt Solis        | Charlie   |
| Talia Balsam       | Edie      |
| Christina Cooper   | Lisette   |

## Productie
Scenarioschrijver Robert Machoian bedacht het idee voor het script in 2008 en diende het in 2013 in bij het scenarioschrijverslab van het Sundance Film Festival, maar het werd afgewezen. Machoian maakte later in 2020 met een andere film, The Killing of Two Lovers die hij schreef en regisseerde, zijn Sundance-debuut.
Voor Cole Webley is Omaha zijn debuut als regisseur. Hij raakte bij het project betrokken nadat hij Machoian ontmoette op het Sundance Film Festival en het script las. De productie begon in 2022 en er werd onder andere twintig dagen gefilmd in Utah, in historische mijnwerkersstadjes en de zoutvlakten.

## Release en ontvangst
Omaha ging op 23 januari 2025 in première op het Sundance Film Festival in de U.S. Dramatic Competition. De film kreeg overwegend positieve kritieken van de filmcritici, met een score van 86% op Rotten Tomatoes, gebaseerd op 36 beoordelingen.

## Prijzen en nominaties
De belangrijkste:
| Jaar | Prijs                  | Categorie                       | Genomineerde(n) | Uitslag     |
| ---- | ---------------------- | ------------------------------- | --------------- | ----------- |
| 2025 | Sundance Film Festival | Grand Jury Prize: U.S. Dramatic | Cole Webley     | Genomineerd |